# Az Újpest FC 2014–2015-ös szezonja
Az Újpest FC 2014–2015-ös szezonja lesz sorozatban a 103., összességében pedig a 109. idénye a csapatnak a magyar első osztályban. A klub fennállásának ekkor volt a 129. évfordulója. A szezon 2014 júliusában kezdődött és 2015 májusában ért véget.

## Szezon áttekintés

### Június
Az Európa-liga selejtezőjében venne részt az Újpest kupagyőztesként, azonban a klublicencszabályzat megsértése miatt három éven keresztül nem indulhat európai kupában. A klub emiatt hivatalos levélben írt az UEFA-nak a kupaszerepléstől való eltiltás felfüggesztéséért.
Először Kabát Péter, majd Balajcza Szabolcs is meghosszabbította szerződését. Előbbi egy, míg utóbbi két évre hosszabbít.
A montenegrói középpályásnak Nebojša Kosović-nak és a belga védőnek Pierre-Yves Ngawa-nak lejárt a kölcsönszerződése, ezért visszatérnek a Standard Liège-hez.
Június 10-én hivatalossá vált, hogy sportigazgatóként visszatér Újpestre a lila-fehér szurkolók egyik nagy kedvence, Kovács Zoltán.
A csapat június 13-án megkezdte a felkészülést, emellett kiderült, hogy július 5-én és 6-án a klub részt vesz a Philips Stayen kupán Sint-Truidenben, ahol 45 perces meccseket játszanak majd a felek.
A Nyíregyháza Spartacus kölcsönszerződést írt alá Lázár Bencével június 23-án.
Nebojša Vignjević vezetőedző két évvel meghosszabbította az eredetileg június 30-án lejáró szerződését. Munkáját a folytatásban is az eddigi edzői stáb, azaz Zoran Campara, Pálinkás András, Milos Bogicsevics és Víg Péter segíti.
Forró Gyula Kecskemétről, Vadász Viktor Diósgyőrből szerződött két évre. Nagy Gábor középpályás a Haladástól érkezett három évre. Aristote M'Boma csatár az FC Honkától érkezett négy évre.

### Július
A csapat július 5-én részt vett a Philips Stayen kupán Belgiumban, ahol 45 perces mérkőzéseket játszottak. Először a német negyedik ligában szereplő Carl Zeiss Jena csapatával játszottak gólnélküli döntetlent. Később a spanyol másodosztálybeli AD Alcorcóntól kaptak 0-1-re, így kiestek a versenyből.
Július 8-án újból kölcsönbe szerződtette az Újpest Nebojša Kosović-et.
Holdampf Gergő, aki korábban már játszott Újpesten, két évre visszatért a klubhoz a Zalaegerszeg csapatától.
Július 11-én sor került a magyar szuperkupa-mérkőzésre, melyen a kupagyőztes Újpest és a bajnok Debrecen játszott a trófeáért a Puskás Ferenc Stadionban, a mérkőzést Kassai Viktor vezette. A rendes játék idő 0-0-al zárult. A magyar szuperkupában, ha a rendes játékidőben döntetlen az állás, akkor nincs hosszabbítás, hanem egyből büntetőrúgások következnek. A debrecenieknél Bódi Ádám és Máté Péter, a liláknál csak Balogh Balázs hibázta el a büntetőt, így az Újpest harmadszor nyerte el a kupát.
Elkészült július 14-én a magyar kupa első fordulójának sorsolása. A versenykiírás változott a tavalyihoz képest, így az élvonalbeli klubok is részt vesznek az első fordulóban. Az Újpest a Budaörs otthonában játszik majd.
Az Újpest felkészülési mérkőzést játszott a Videoton otthonában július 19-én. A lilák a második félidő közepén vezetést szereztek Balogh Balázs góljával, Nikolics Nemanja azonban a 89. percben egyenlített, így a mérkőzés 1-1-gyel végződött. Nebojša Vignjević elégedett volt a csapat teljesítményével, de elmondta hogy a támadósorba szükségük lesz egy minőségi játékosra.
Az uruguayi balhátvéd Rodrigo Rojo-t hazájából, a CA Fénix csapatából szerződtette az Újpest öt évre.
A bajnokság első fordulóját a Haladás otthonában játszotta az Újpest. A mérkőzés első félidőjében a lilák pontatlanok voltak, a szombathelyiek egyszer sem lőttek kapura. A második félidőben inkább a Haladás irányított, de végül a csereként beállt Asmir Suljić egy szép csel után, egy igen szerencsés találattal döntötte el a három pont sorsát.
Július 30-án a Salgótarján csapatával játszott 1-1-es döntetlent az Újpest felkészülési mérkőzésen.

## Játékoskeret
Utolsó módosítás: 2015. április 13.

*A vastaggal jelzett játékosok felnőtt válogatottsággal rendelkeznek.
| #  |               | Poszt | Név                  |
| -- | ------------- | ----- | -------------------- |
| 1  | Magyarország  | K     | Balajcza Szabolcs    |
| 2  | Franciaország | V     | Loïc Nego            |
| 3  | Belgium       | V     | Jonathan Heris       |
| 4  | Szerbia       | KP    | Filip Stanisavljević |
| 5  | Magyarország  | V     | Litauszki Róbert     |
| 8  | Magyarország  | KP    | Balogh Balázs        |
| 9  | Nigéria       | CS    | Kim Ojo              |
| 11 | Montenegró    | CS    | Mihailo Perović      |
| 14 | Magyarország  | KP    | Nagy Gábor           |
| 17 | Magyarország  | V     | Forró Gyula          |
| 18 | Montenegró    | KP    | Bojan Sanković       |

| #  |                     | Poszt | Név            |
| -- | ------------------- | ----- | -------------- |
| 19 | Szerbia             | KP    | Nemanja Andrić |
| 20 | Ghána               | KP    | Aaron Addo     |
| 22 | Magyarország        | CS    | Kabát Péter    |
| 23 | Magyarország        | K     | Banai Dávid    |
| 25 | Magyarország        | V     | Vadász Viktor  |
| 26 | Szlovákia           | V     | Hudák Dávid    |
| 27 | Magyarország        | V     | Molnár Sándor  |
| 29 | Macedónia           | KP    | Enis Bardhi    |
| 55 | Oroszország         | V     | Sandro Tsveiba |
| 99 | Bosznia-Hercegovina | CS    | Asmir Suljić   |

### Átigazolások
2014. évi nyári átigazolási időszak, 
 2015. évi téli átigazolási időszak
| Név                | Nemzetiség         | Poszt              | Életkor            | Honnan                     | Időpont            | Év                 | Név                  | Nemzetiség         | Poszt              | Életkor            | Hová                     | Időpont            | Év                 |
| Érkezett játékosok | Érkezett játékosok | Érkezett játékosok | Érkezett játékosok | Érkezett játékosok         | Érkezett játékosok | Érkezett játékosok | Távozott játékosok   | Távozott játékosok | Távozott játékosok | Távozott játékosok | Távozott játékosok       | Távozott játékosok | Távozott játékosok |
| Fodor Marcell      | magyar             | V                  | 26                 | FC Ajka (NB II)            | 2014. 06. 30. ()   | k.v.               | Simon Ligot          | belga              | V                  | 21                 | Standard Liège           | 2014. 06. 30. ()   | k.v.               |
| Naïm Aarab         | belga              | V                  | 26                 | Sint-Truidense             | 2014. 06. 30. ()   | k.v.               | Pierre-Yves Ngawa    | belga              | V                  | 22                 | Standard Liège           | 2014. 06. 30. ()   | k.v.               |
| Henri Eninful      | togói              | KP                 | 21                 | Kecskeméti TE              | 2014. 06. 30. ()   | k.v.               | Nebojša Kosović      | montenegrói        | KP                 | 19                 | Standard Liège           | 2014. 06. 30. ()   | k.v.               |
| Aristote M'Boma    | finn               | CS                 | 20                 | FC Honka                   | 2014. 07. 01. ()   | 4                  | Darwin Andrade       | kolumbiai          | V                  | 23                 | Sint-Truidense           | 2014. 06. 30. ()   | k.v.               |
| Nagy Gábor         | magyar             | KP                 | 28                 | Szombathelyi Haladás       | 2014. 07. 01. ()   | 3                  | Jean-Marc Makusu     | kongói             | CS                 | 22                 | Standard Liège           | 2014. 06. 30. ()   | k.v.               |
| Forró Gyula        | magyar             | H                  | 26                 | Kecskeméti TE              | 2014. 07. 01. ()   | 2                  | Fodor Marcell        | magyar             | V                  | 26                 | Zalaegerszegi TE (NB II) | 2014. 07. 01. ()   | 2                  |
| Vadász Viktor      | magyar             | V                  | 27                 | Diósgyőri VTK              | 2014. 07. 01. ()   | 2                  | Lázár Bence          | magyar             | CS                 | 23                 | Nyíregyháza Spartacus    | 2014. 07. 01. ()   | k.                 |
| Jérémy Serwy       | belga              | KP                 | 23                 | Borussia Dortmund II       | 2014. 07. 01. ()   | 3                  | Zamostny Balázs      | magyar             | CS                 | 22                 | Szombathelyi Haladás     | 2014. 07. 01. ()   | k.                 |
| Nebojša Kosović    | montenegrói        | KP                 | 19                 | Standard Liège             | 2014. 07. 08. ()   | k.                 | Chema Antón          | spanyol            | V                  | 25                 | független                | 2014. 07. 01. ()   |                    |
| Holdampf Gergő     | magyar             | KP                 | 19                 | Zalaegerszegi TE (NB II)   | 2014. 07. 10. ()   | 2                  | Naïm Aarab           | belga              | V                  | 26                 | független                | 2014. 07. 01. ()   |                    |
| Berat Ahmeti       | albán              | CS                 | 19                 | KF Pristina                | 2014. 07. 12. ()   | 3                  | Jarmo Ahjupera       | észt               | CS                 | 30                 | Nõmme JK Kalju           | 2014. 07. 01. ()   | 1                  |
| Rodrigo Rojo       | uruguayi           | V                  | 25                 | CA Fénix                   | 2014. 07. 21. ()   | 5                  | Hisham Abdallah Said | kenyai             | KP                 | 19                 | ismeretlen               | 2014. 07. 01. ()   |                    |
| Darwin Andrade     | kolumbiai          | V                  | 23                 | Sint-Truidense             | 2014. 08. 08. ()   | 4                  | Bojan Mihajlović     | boszniai           | V                  | 25                 | ismeretlen               | 2014. 07. 01. ()   |                    |
| Dani Ponce         | spanyol            | CS                 | 23                 | AD Alcorcón                | 2014. 08. 16. ()   | k.                 | Nikolas Proesmans    | belga              | KP                 | 22                 | független                | 2014. 07. 01. ()   |                    |
| Szandro Cvejba     | orosz              | V                  | 20                 | Enyergija Habarovszk       | 2014. 08. 18. ()   | 1                  | Henri Eninful        | togói              | KP                 | 21                 | Kecskeméti TE            | 2014. 07. 04. ()   | 2                  |
| Loïc Nego          | francia            | V                  | 23                 | Charlton Athletic          | 2014. 08. 22. ()   | k.                 | Juanan               | spanyol            | V                  | 27                 | Recreativo de Huelva     | 2014. 07. 11. ()   | 2                  |
| Kim Ojo            | nigériai           | CS                 | 25                 | KRC Genk                   | 2014. 08. 29. ()   | k.                 | Darwin Andrade       | kolumbiai          | V                  | 23                 | Standard Liège           | 2014. 08. 08. ()   | k.                 |
| Enis Bardhi        | macedón            | KP                 | 19                 | KSF Prespa Birlik          | 2014. 08. 29. ()   | 3                  | Bavon Tshibuabua     | kongói             | CS                 | 23                 | független                | 2014. 09. 27.      |                    |
| Lázár Bence        | magyar             | CS                 | 23                 | Nyíregyháza Spartacus      | 2014. 10. 01.      | k.v.               | Dani Ponce           | spanyol            | CS                 | 23                 | AD Alcorcón              | 2014. 09. 29.      | k.v.               |
| Zamostny Balázs    | magyar             | CS                 | 22                 | Szombathelyi Haladás       | 2014. 12. 31. ()   | k.v.               | Lázár Bence          | magyar             | CS                 | 23                 | a.p.b.                   | 2014. 10. 02.      |                    |
| Mihailo Perović    | montenegrói        | CS                 | 18                 | FK Budućnost Podgorica U19 | 2015. 02. 05. ()   | 4                  | Berat Ahmeti         | albán              | CS                 | 19                 | független                | 2014. 12. 09. ()   |                    |
| Nemanja Andrić     | szerb              | KP                 | 27                 | Győri ETO FC               | 2015. 02. 06. ()   | k.                 | Aristote M'Boma      | finn               | CS                 | 20                 | független                | 2014. 12. 09. ()   |                    |
| Hudák Dávid        | szlovákiai         | V                  | 21                 | ŠK Slovan Bratislava       | 2015. 02. 11. ()   | k.                 | Nebojša Kosović      | montenegrói        | KP                 | 19                 | Standard Liège           | 2014. 12. 31. ()   | k.v.               |
| Aaron Addo         | ghánai             | KP                 | 22                 | ismeretlen                 | 2015. 02. 23. ()   | 1                  | Marko Dmitrović      | szerb              | K                  | 22                 | Charlton Athletic        | 2015. 01. 06. ()   | 1,5                |
|                    |                    |                    |                    |                            |                    |                    | Rodrigo Rojo         | uruguayi           | V                  | 25                 | Sint-Truidense           | 2015. 01. 28. ()   | k.                 |
|                    |                    |                    |                    |                            |                    |                    | Simon Krisztián      | magyar             | CS                 | 23                 | TSV 1860 München         | 2015. 02. 02. ()   | 3,5                |
|                    |                    |                    |                    |                            |                    |                    | Jérémy Serwy         | belga              | KP                 | 23                 | FH                       | 2015. 02. 04. ()   |                    |
|                    |                    |                    |                    |                            |                    |                    | Zamostny Balázs      | magyar             | CS                 | 23                 | Soproni VSE (NB II)      | 2015. 02. 11. ()   |                    |
|                    |                    |                    |                    |                            |                    |                    | Nagy János           | magyar             | V                  | 22                 | BFC Siófok               | 2015. 02. 23. ()   | k.                 |
|                    |                    |                    |                    |                            |                    |                    | Holdampf Gergő       | magyar             | KP                 | 20                 | Soproni VSE (NB II)      | 2015. 02. 23. ()   | k.                 |
|                    |                    |                    |                    |                            |                    |                    | Dušan Vasiljević     | szerb              | KP                 | 32                 | független                | 2015. 04. 13.      |                    |

Megjegyzés: (k.v.) = kölcsönből vissza; (k.) = kölcsönbe; (a.p.b.) = aktív pályafutását befejezte

## Statisztikák
Utolsó elszámolt mérkőzés dátuma: 2015. május 30.

### Összesített statisztika
| Lejátszott mérkőzés*                     | 47 (30 OTP Bank Liga, 8 Magyar kupa, 8 Ligakupa és 1 Szuperkupa) |
| Győzelem*                                | 24 (14 OTP Bank Liga, 5 Magyar kupa, 4 Ligakupa és 1 Szuperkupa) |
| Döntetlen*                               | 12 (9 OTP Bank Liga, 1 Magyar kupa, 2 Ligakupa és 0 Szuperkupa) |
| Vereség*                                 | 11 (7 OTP Bank Liga, 2 Magyar kupa, 2 Ligakupa és 0 Szuperkupa) |
| Szerzett gól*                            | 79 (40 OTP Bank Liga, 24 Magyar kupa, 15 Ligakupa és 0 Szuperkupa) |
| Kapott gól*                              | 47 (28 OTP Bank Liga, 7 Magyar kupa, 12 Ligakupa és 0 Szuperkupa) |
| Gólkülönbség*                            | +32 |
| Sárga lap*                               | 77 (49 OTP Bank Liga, 14 Magyar kupa, 13 Ligakupa és 1 Szuperkupa) |
| Kiállítás*                               | 06 (4 OTP Bank Liga, 0 Magyar kupa, 2 Ligakupa és 0 Szuperkupa) |
| Legtöbbet figyelmeztetett játékos*       | minden kiírás: Nagy Gábor (8 sárga lap és 2 piros lap) csak OTP Bank Liga: Nagy Gábor (7 sárga lap és 1 piros lap)                                                                                      |
| Legnagyobb arányú győzelem*              | 13–0 Himesháza, idegenben (2014. 09. 09. – Magyar kupa, 2. forduló) |
| Legnagyobb arányú vereség*               | 1–4 Videoton FC, otthon (2015. 04. 28. – Magyar kupa, elődöntő, 2. mérkőzés) |
| Legmagasabb hazai nézőszám*              | 8 500 néző, Ferencvárosi TC 2–1 (2014. 09. 21. – OTP Bank Liga, 8. forduló) |
| Legalacsonyabb hazai nézőszám*           | 200 néző, Ajka 4–1 (2014. 11. 11. – Ligakupa, 5. forduló) |
| Leghosszabb bajnoki veretlenségi sorozat | 7 mérkőzés, 2014. 09. 21. (OTP Bank Liga, 08. forduló) – 2014. 11. 08. (OTP Bank Liga, 14. forduló) 7 mérkőzés, 2015. 04. 19. (OTP Bank Liga, 24. forduló) – 2015. 05. 30. (OTP Bank Liga, 30. forduló) |
| Házi gólkirály*                          | 9 gól Simon Krisztián (6 OTP Bank Liga, 3 Magyar kupa, 0 Ligakupa, és 0 Szuperkupa) |
| Pont**                                   | 51/90 (57%) |

* A felkészülési mérkőzéseket nem vettük figyelembe.

** Csak az OTP Bank Ligában szerzett pontokat tekintve.

### Kiírások
Dőlttel a jelenleg még le nem zárult kiírásokat illetve az azokban elért helyezést jelöltük.
| Kiírás        | Statisztikák | Statisztikák | Statisztikák | Statisztikák | Statisztikák | Statisztikák | Kezdő forduló/ helyezés | Végső forduló/ helyezés | Mérkőzések dátumai | Mérkőzések dátumai |
| Kiírás        | M            | GY           | D            | V            | LG–KG        | GK           | Kezdő forduló/ helyezés | Végső forduló/ helyezés | Első               | Utolsó             |
| ------------- | ------------ | ------------ | ------------ | ------------ | ------------ | ------------ | ----------------------- | ----------------------- | ------------------ | ------------------ |
| OTP Bank Liga | 30           | 14           | 09           | 07           | 40 – 28      | +12          | 7.                      | 6.                      | 2014. 07. 26.      | 2015. 05. 30.      |
| Magyar kupa   | 08           | 05           | 01           | 02           | 24 – 07      | +17          | 1. forduló              | Elődöntő                | 2014. 08. 13.      | 2014. 04. 28.      |
| Ligakupa      | 08           | 04           | 02           | 02           | 15 – 12      | +3           | 1. forduló              | Nyolcaddöntő            | 2014. 09. 02.      | 2014. 12. 10.      |
| Szuperkupa    | 01           | 01           | 0            | 0            | 00 – 0       | 0            | Döntős                  | Győztes                 | —                  | 2014. 07. 11.      |
| Összesen      | 47           | 24           | 12           | 11           | 79 – 47      | +32          |                         |                         |                    |                    |

### Góllövőlista
| Játékos              | Gólok száma   | Gólok száma | Gólok száma | Gólok száma | Gólok száma |
| Játékos              | OTP Bank Liga | Magyar Kupa | Ligakupa    | Szuperkupa  | Összesen    |
| -------------------- | ------------- | ----------- | ----------- | ----------- | ----------- |
| Összesen             | 40            | 24          | 15          | 0           | 79          |
| Simon Krisztián      | 6             | 3           |             |             | 9           |
| Kim Ojo              | 4             | 3           | 1           |             | 8           |
| Filip Stanisavljević | 4             | 2           | 2           |             | 8           |
| Asmir Suljić         | 3             | 3           | 1           |             | 7           |
| Dušan Vasiljević     | 3             | 2           | 1           |             | 6           |
| Nemanja Andrić       | 5             |             |             |             | 5           |
| Enis Bardhi          | 2             | 3           |             |             | 5           |
| Litauszki Róbert     | 2             | 2           |             |             | 4           |
| Dani Ponce           |               | 2           | 2           |             | 4           |
| Jonathan Heris       | 3             |             |             |             | 3           |
| Mihailo Perović      | 3             |             |             |             | 3           |
| Balogh Balázs        | 2             | 1           |             |             | 3           |
| Loïc Nego            | 2             | 1           |             |             | 3           |
| Sandro Tsveiba       |               |             | 3           |             | 3           |
| Aristote M'Boma      |               | 1           | 1           |             | 2           |
| Berat Ahmeti         |               |             | 2           |             | 2           |
| Jérémy Serwy         |               | 1           |             |             | 1           |
| Rodrigo Rojo         |               |             | 1           |             | 1           |
| Nebojša Kosović      |               |             | 1           |             | 1           |

### Nézőszámok
Az alábbi táblázatban az Újpest FC 2014–15-ös szezonjának hazai nézőszámai szerepelnek.
A táblázat nem tartalmazza a felkészülési mérkőzéseket.
      OTP Bank Liga
      Magyar kupa
      Ligakupa
| Időpont       | Kiírás, forduló                       | Ellenfél                  | Nézőszám  | Helyszín              |
| 2014. 08. 03. | OTP Bank Liga, 2. forduló             | Diósgyőr                  | 3 605 fő  | Szusza Ferenc Stadion |
| 2014. 08. 16. | OTP Bank Liga, 4. forduló             | Debrecen                  | 2 500 fő  | Szusza Ferenc Stadion |
| 2014. 08. 30. | OTP Bank Liga, 6. forduló             | Budapest Honvéd           | 3 500 fő  | Szusza Ferenc Stadion |
| 2014. 09. 03. | Ligakupa, 1. forduló                  | Vasas                     | 800 fő    | Szusza Ferenc Stadion |
| 2014. 09. 21. | OTP Bank Liga, 8. forduló             | Ferencváros               | 8 500 fő  | Szusza Ferenc Stadion |
| 2014. 09. 24. | Magyar kupa, 3. forduló               | Szombathelyi Haladás      | 931 fő    | Szusza Ferenc Stadion |
| 2014. 10. 04. | OTP Bank Liga, 10. forduló            | Dunaújváros               | 2 050 fő  | Szusza Ferenc Stadion |
| 2014. 10. 15. | Ligakupa, 4. forduló                  | Videoton                  | 300 fő    | Szusza Ferenc Stadion |
| 2014. 10. 24. | OTP Bank Liga, 12. forduló            | Nyíregyháza               | 1 200 fő  | Szusza Ferenc Stadion |
| 2014. 11. 08. | OTP Bank Liga, 14. forduló            | Puskás Akadémia           | 2 817 fő  | Szusza Ferenc Stadion |
| 2014. 11. 11. | Ligakupa, 5. forduló                  | Ajka                      | 200 fő    | Szusza Ferenc Stadion |
| 2014. 11. 29. | OTP Bank Liga, 16. forduló            | Szombathelyi Haladás      | 1 806 fő  | Szusza Ferenc Stadion |
| 2014. 12. 10. | Ligakupa, nyolcaddöntő, 2. mérkőzés   | Ferencváros               | 300 fő    | Szusza Ferenc Stadion |
| 2014. 02. 28. | OTP Bank Liga, 18. forduló            | Pécs                      | 1 684 fő  | Szusza Ferenc Stadion |
| 2014. 03. 14. | OTP Bank Liga, 20. forduló            | Paks                      | 1 111 fő  | Szusza Ferenc Stadion |
| 2015. 04. 01. | Magyar kupa, negyeddöntő, 2. mérkőzés | Gyirmót                   | 533 fő    | Szusza Ferenc Stadion |
| 2014. 04. 05. | OTP Bank Liga, 22. forduló            | Videoton                  | 1 295 fő  | Szusza Ferenc Stadion |
| 2014. 04. 19. | OTP Bank Liga, 24. forduló            | Lombard Pápa              | 1 000 fő  | Szusza Ferenc Stadion |
| 2015. 04. 28. | Magyar kupa, elődöntő, 2. mérkőzés    | Videoton                  | 1 140 fő  | Szusza Ferenc Stadion |
| 2014. 05. 03. | OTP Bank Liga, 26. forduló            | Győri ETO                 | 1 058 fő  | Szusza Ferenc Stadion |
| 2014. 05. 16. | OTP Bank Liga, 28. forduló            | MTK Budapest              | 1 392 fő  | Szusza Ferenc Stadion |
| 2014. 05. 30. | OTP Bank Liga, 30. forduló            | Kecskeméti TE             | 1 765 fő  | Szusza Ferenc Stadion |
| Összesen      | 15 OTP Bank Liga mérkőzés             | 15 OTP Bank Liga mérkőzés | 35 283 fő | átlag: 2 352 fő       |
| Összesen      | 3 Magyar kupa mérkőzés                | 3 Magyar kupa mérkőzés    | 2 604 fő  | átlag:0868 fő         |
| Összesen      | 4 Ligakupa mérkőzés                   | 4 Ligakupa mérkőzés       | 1 600 fő  | átlag:0400 fő         |
| Összesen      | 22 mérkőzés                           | 22 mérkőzés               | 39 487 fő | átlag: 1 795 fő       |

### Játékvezetők
Azon játékvezetők, akik legalább egy mérkőzést vezettek az Újpest FC csapatának. 
A táblázat nem tartalmazza a felkészülési- és nemzetközi kupamérkőzéseket.
| Játékvezető       | Mérkőzés száma | Mérkőzés száma | Mérkőzés száma | Mérkőzés száma | Összesen |
| Játékvezető       | OTP Bank Liga  | Magyar kupa    | Ligakupa       | Szuperkupa     | 47       |
| ----------------- | -------------- | -------------- | -------------- | -------------- | -------- |
| Erdős József      | 6              | 1              |                |                | 7        |
| Iványi Zoltán     | 4              |                | 1              |                | 5        |
| Pintér Csaba      | 2              | 2              | 1              |                | 5        |
| Farkas Ádám       | 4              |                |                |                | 4        |
| Solymosi Péter    | 4              |                |                |                | 4        |
| Vad II. István    | 3              | 1              |                |                | 4        |
| Berke Balázs      | 1              | 1              | 2              |                | 4        |
| Németh Ádám       | 2              |                |                |                | 2        |
| Kassai Viktor     | 1              |                |                | 1              | 2        |
| Szabó Zsolt       |                | 2              |                |                | 2        |
| Andó-Szabó Sándor | 1              |                |                |                | 1        |
| Bognár Tamás      | 1              |                |                |                | 1        |
| Fábián Mihály     | 1              |                |                |                | 1        |
| Kovács J. Zoltán  |                | 1              |                |                | 1        |
| Mód István        |                | 1              |                |                | 1        |
| Karakó Ferenc     |                |                | 1              |                | 1        |
| Barna Gábor       |                |                | 1              |                | 1        |
| Oláh Gábor        |                |                | 1              |                | 1        |
| Radványi Ádám     |                |                | 1              |                | 1        |

## OTP Bank Liga

### Őszi szezon
| 1. forduló 2014. július 26. 20:30 |

| Haladás      | 0 – 1               | Újpest     |
| ------------ | ------------------- | ---------- |
| Katona 90+3' | (0 – 0) Jegyzőkönyv | Suljić 83' |

| Rohonci úti stadion, Szombathely Nézőszám: 2950 Játékvezető: Solymosi Péter (magyar) Asszisztensek: Kispál Róbert, Horváth Zoltán |

| 2. forduló 2014. augusztus 3. 20:30 |

| Újpest                               | 1 – 1               | Diósgyőr                                              |
| ------------------------------------ | ------------------- | ----------------------------------------------------- |
| Suljić 60' 70' Forró 28' Nagy G. 80' | (0 – 0) Jegyzőkönyv | Grumić 53' Okuka 26' Egerszegi 59′, 68′ Debreceni 77′ |

| Szusza Ferenc Stadion, Budapest Nézőszám: 3 605 Játékvezető: Vad II István (magyar) Asszisztensek: Tóth II. Vencel, Kispál Róbert |

| 3. forduló 2014. augusztus 9. 18:30 |

| Pécs                                            | 1 – 1               | Újpest                                                         |
| ----------------------------------------------- | ------------------- | -------------------------------------------------------------- |
| Mohl 43' (11-esből) Márkvárt 45+2' Pölöskey 66' | (1 – 0) Jegyzőkönyv | Simon K. 55' Balogh B. 38' Nagy G. 40' Heris 43' Litauszki 66' |

| PMFC Stadion, Pécs Nézőszám: 1 852 Játékvezető: Erdős József (magyar) Asszisztensek: Huszár Balázs, Kóbor Péter |

| 4. forduló 2014. augusztus 16. 20:30 |

| Újpest                 | 1 – 0               | Debrecen           |
| ---------------------- | ------------------- | ------------------ |
| Simon K. 90' Forró 87' | (0 – 0) Jegyzőkönyv | Jovanović 33′, 47′ |

| Szusza Ferenc Stadion, Budapest Nézőszám: 2 500 Játékvezető: Iványi Zoltán (magyar) Asszisztensek: Ring György, Horváth Zoltán |

| 5. forduló 2014. augusztus 23. 16:30 |

| Paks                                         | 0 – 0               | Újpest      |
| -------------------------------------------- | ------------------- | ----------- |
| Heffler 13' Kecskés 41' Fiola 88' Tamási 90' | (0 – 0) Jegyzőkönyv | Nagy G. 81' |

| Fehérvári úti stadion, Paks Nézőszám: 2 700 Játékvezető: Németh Ádám (magyar) Asszisztensek: Ring György, Tóth II. Vencel |

| 6. forduló 2014. augusztus 30. 16:30 |

| Újpest    | 0 – 0               | Budapest Honvéd |
| --------- | ------------------- | --------------- |
| Heris 45' | (0 – 0) Jegyzőkönyv | Hidi 86'        |

| Szusza Ferenc Stadion, Budapest Nézőszám: 3 500 Játékvezető: Andó-Szabó Sándor (magyar) Asszisztensek: Albert István, Szpisják Zsolt |

| 7. forduló 2014. szeptember 14. 16:30 |

| Videoton                                           | 2 – 0               | Újpest                               |
| -------------------------------------------------- | ------------------- | ------------------------------------ |
| Juhász 38' Nikolics 51' 80' Simon 32' Vinícius 40' | (1 – 0) Jegyzőkönyv | Suljić 27' Litauszki 36' Nagy G. 59' |

| Sóstói Stadion, Székesfehérvár Nézőszám: 4 650 Játékvezető: Iványi Zoltán (magyar) Asszisztensek: Kispál Róbert, Kóbor Péter |

| 8. forduló 2014. szeptember 21. 16:30 |

| Újpest                                                        | 2 – 1               | Ferencváros                                                                 |
| ------------------------------------------------------------- | ------------------- | --------------------------------------------------------------------------- |
| Vasiljević 52' (11-esből) Simon K. 72' Nagy G. 26' Suljić 37' | (0 – 0) Jegyzőkönyv | Mateos 55' (11-esből) Pavlović 20' Busai 44' Lauth 47' Nalepa 49' Bönig 49' |

| Szusza Ferenc Stadion, Budapest Nézőszám: 8 500 Játékvezető: Farkas Ádám (magyar) Asszisztensek: Ring György, Tóth II. Vencel |

| 9. forduló 2014. szeptember 27. 20:30 |

| Lombard Pápa       | 0 – 0               | Újpest        |
| ------------------ | ------------------- | ------------- |
| Popin 75' Nagy 81' | (0 – 0) Jegyzőkönyv | Balogh B. 83' |

| Perutz Stadion, Pápa Nézőszám: 960 Játékvezető: Németh Ádám (magyar) Asszisztensek: Varga Gábor, Kóbor Péter |

| 10. forduló 2014. október 4. 20:00 |

| Újpest                                                                  | 3 – 0               | Dunaújváros                          |
| ----------------------------------------------------------------------- | ------------------- | ------------------------------------ |
| Vasiljević 37' (11-esből) Simon K. 87' Stanisavljevič 90+3' Nagy G. 82' | (1 – 0) Jegyzőkönyv | Farkas 24' Milinte 37' Petneházi 80' |

| Szusza Ferenc Stadion, Budapest Nézőszám: 2 050 Játékvezető: Pintér Csaba (magyar) Asszisztensek: Szpisják Zsolt, Buzás Balázs |

| 11. forduló 2014. október 19. 18:30 |

| Győri ETO                                         | 0 – 0               | Újpest         |
| ------------------------------------------------- | ------------------- | -------------- |
| Martínez 69' Trajković 73' Pátkai 74' Priskin 85' | (0 – 0) Jegyzőkönyv | Vasiljević 66' |

| ETO Park, Győr Nézőszám: 3 049 Játékvezető: Farkas Ádám (magyar) Asszisztensek: Erős Gábor, Kelemen Attila |

| 12. forduló 2014. október 24. 19:00 |

| Újpest                                                          | 3 – 2               | Nyíregyháza                                                                         |
| --------------------------------------------------------------- | ------------------- | ----------------------------------------------------------------------------------- |
| Simon K. 12' Bardhi 27' Stanisavljević 83' Heris 80' Nego 90+3' | (2 – 1) Jegyzőkönyv | Pekár 42' Molnár 88' Nagy 20' Kostić 29' Gengeliczki 57' Törtei 61' Spitzmüller 78' |

| Szusza Ferenc Stadion, Budapest Nézőszám: 1 200 Játékvezető: Erdős József (magyar) Asszisztensek: Takács Gábor, Aradi József |

| 13. forduló 2014. november 2. 16:30 |

| MTK Budapest | 0 – 1               | Újpest                              |
| ------------ | ------------------- | ----------------------------------- |
| Vukmir 73'   | (0 – 0) Jegyzőkönyv | Balogh B. 85' Nagy G. 55' Heris 64' |

| Bozsik József Stadion, Budapest Nézőszám: 2 000 Játékvezető: Iványi Zoltán (magyar) Asszisztensek: Albert István, Szpisják Zsolt |

| 14. forduló 2014. november 8. 16:00 |

| Újpest                      | 1 – 1               | Puskás Akadémia                                     |
| --------------------------- | ------------------- | --------------------------------------------------- |
| Simon K. 48' Vasiljević 89' | (0 – 0) Jegyzőkönyv | Szakály 47' Vaszicsku 62′, 87′ Lencse 68' Kelić 76' |

| Szusza Ferenc Stadion, Budapest Nézőszám: 2 817 Játékvezető: Vad II. István (magyar) Asszisztensek: Tóth II. Vencel, Georgiou Theodoros |

| 15. forduló 2014. november 21. 19:00 |

| Kecskeméti TE                                       | 2 – 0               | Újpest                             |
| --------------------------------------------------- | ------------------- | ---------------------------------- |
| Ojo 5' Balogh 30' Lovrić 35' Botka 83' Gréczi 90+1' | (2 – 0) Jegyzőkönyv | Vadász 11' Heris 33' Litauszki 73' |

| Széktói Stadion, Kecskemét Nézőszám: 1 525 Játékvezető: Kassai Viktor (magyar) Asszisztensek: Ring György, Tóth II. Vencel |

| 16. forduló 2014. november 29. 14:00 |

| Újpest                        | 1 – 0               | Haladás                                                   |
| ----------------------------- | ------------------- | --------------------------------------------------------- |
| Stanisavljević 76' Bardhi 85′ | (0 – 0) Jegyzőkönyv | Jagodics 38′, 87′ Zsirai 39′, 57′ Iszlai 72' Schimmer 74' |

| Szusza Ferenc Stadion, Budapest Nézőszám: 1 806 Játékvezető: Farkas Ádám (magyar) Asszisztensek: Varga Zsolt, Demeter János |

| 17. forduló 2014. december 7. 16:30 |

| Diósgyőr                                        | 2 – 1               | Újpest                 |
| ----------------------------------------------- | ------------------- | ---------------------- |
| Elek 9' Griffiths 90+4' Gosztonyi 79' Okuka 83' | (1 – 1) Jegyzőkönyv | Suljić 3' 63' Nego 30' |

| DVTK-stadion, Miskolc Nézőszám: 5 774 Játékvezető: Bognár Tamás (magyar) Asszisztensek: Georgiou Theodoros, Tóth Lajos |

### Tavaszi szezon
| 18. forduló 2015. február 28. 18:30 |

| Újpest                               | 0 – 2               | Pécs                         |
| ------------------------------------ | ------------------- | ---------------------------- |
| Forró 23' Nagy G. 44′, 51′ Heris 88′ | (0 – 1) Jegyzőkönyv | James 12' Rácz 88' Uzoma 50' |

| Szusza Ferenc Stadion, Budapest Nézőszám: 1 684 Játékvezető: Fábián Mihály (magyar) Asszisztensek: Viszokai László, Lémon Oszkár |

| 19. forduló 2015. március 8. 18:30 |

| Debrecen    | 0 – 0               | Újpest                           |
| ----------- | ------------------- | -------------------------------- |
| Szakály 82' | (0 – 0) Jegyzőkönyv | Stanisavljević 29' Litauszki 66' |

| Nagyerdei stadion, Debrecen Nézőszám: 5 014 Játékvezető: Erdős József (magyar) Asszisztensek: Ring György, Tóth II. Vencel |

| 20. forduló 2015. március 14. 20:00 |

| Újpest                                          | 1 – 2               | Paks                                               |
| ----------------------------------------------- | ------------------- | -------------------------------------------------- |
| Bardhi 45+1' Suljić 13' Hudák 15' Litauszki 32' | (1 – 2) Jegyzőkönyv | Haraszti 6' Bertus 31' Tamási 61′, 68′ Kecskés 73' |

| Szusza Ferenc Stadion, Budapest Nézőszám: 1 111 Játékvezető: Pintér Csaba (magyar) Asszisztensek: Viszokai László, Varga Gábor |

| 21. forduló 2015. március 21. 18:30 |

| Budapest Honvéd                 | 2 – 2               | Újpest                                                      |
| ------------------------------- | ------------------- | ----------------------------------------------------------- |
| Hidi 33' Prosser 52' Kosnić 19' | (1 – 2) Jegyzőkönyv | Vasiljević 20' (11-esből) Andrić 42' Hudák 4' Balogh B. 73' |

| Bozsik József Stadion, Budapest Nézőszám: 1 536 Játékvezető: Iványi Zoltán (magyar) Asszisztensek: Medovarszki János, Kormányos Gábor |

| 22. forduló 2015. április 5. 18:30 |

| Újpest                     | 0 – 1               | Videoton                |
| -------------------------- | ------------------- | ----------------------- |
| Stanisavljević 32' Ojo 85' | (0 – 1) Jegyzőkönyv | Oliveira 37' Juhász 25' |

| Szusza Ferenc Stadion, Budapest Nézőszám: 1 295 Játékvezető: Vad II. István (magyar) Asszisztensek: Berettyán Péter, Georgiou Theodoros |

| 23. forduló 2015. április 12. 16:30 |

| Ferencváros          | 2 – 0               | Újpest                                             |
| -------------------- | ------------------- | -------------------------------------------------- |
| Hajnal 61' Varga 71' | (0 – 0) Jegyzőkönyv | Perović 18' Stanisavljević 31' Suljić 70′ Nego 85' |

| Groupama Aréna, Budapest Nézőszám: 21 217 Játékvezető: Solymosi Péter (magyar) Asszisztensek: Ring György, Albert István |

| 24. forduló 2015. április 19. 18:30 |

| Újpest                                                      | 4 – 0               | Lombard Pápa  |
| ----------------------------------------------------------- | ------------------- | ------------- |
| Litauszki 36' Balogh B. 40' Ojo 71' (11-esből) Nego 75' 59' | (2 – 0) Jegyzőkönyv | Bogunović 70' |

| Szusza Ferenc Stadion, Budapest Nézőszám: 1 000 Játékvezető: Erdős József (magyar) Asszisztensek: Viszokai László, Bozó Zoltán |

| 25. forduló 2015. április 24. 19:00 |

| Dunaújváros                       | 1 – 3               | Újpest                                                       |
| --------------------------------- | ------------------- | ------------------------------------------------------------ |
| Nikházi 71' Villám 34' Thiago 73' | (0 – 2) Jegyzőkönyv | Perović 2' Heris 13' 77' Andrić 53' Balogh B. 87' Addo 90+1' |

| Dunaferr Aréna, Dunaújváros Nézőszám: 1 512 Játékvezető: Farkas Ádám (magyar) Asszisztensek: Erős Gábor, Huszár Balázs |

| 26. forduló 2015. május 3. 16:30 |

| Újpest                       | 1 – 0               | Győri ETO                       |
| ---------------------------- | ------------------- | ------------------------------- |
| Perović 69' Ojo 37' Nego 85' | (0 – 0) Jegyzőkönyv | Pátkai 32' Priskin 55' Lang 82' |

| Szusza Ferenc Stadion, Budapest Nézőszám: 1 058 Játékvezető: Solymosi Péter (magyar) Asszisztensek: Buzás Balázs, Medovarszki János |

| 27. forduló 2015. május 8. 19:00 |

| Nyíregyháza Spartacus                      | 2 – 4               | Újpest                                                            |
| ------------------------------------------ | ------------------- | ----------------------------------------------------------------- |
| Seydi 12' Pekár 48' Arziani 47' Kostić 86' | (1 – 3) Jegyzőkönyv | Stanisavljević 3' Ojo 26' 66' Andrić 33' Balogh B. 86' Suljić 87' |

| Nyíregyháza Városi Stadion, Nyíregyháza Nézőszám: 3 214 Játékvezető: Erdős József (magyar) Asszisztensek: Becséri Gergely, Márkus Tamás |

| 28. forduló 2015. május 16. 14:00 |

| Újpest        | 1 – 0               | MTK Budapest            |
| ------------- | ------------------- | ----------------------- |
| Litauszki 74' | (0 – 0) Jegyzőkönyv | Thian 55' Torghelle 78' |

| Szusza Ferenc Stadion, Budapest Nézőszám: 1 392 Játékvezető: Erdős József (magyar) Asszisztensek: Tóth II. Vencel, Viszokai László |

| 29. forduló 2015. május 23. 14:00 |

| Puskás Akadémia                                               | 4 – 5               | Újpest                                      |
| ------------------------------------------------------------- | ------------------- | ------------------------------------------- |
| Tischler 6' 18' 45+1' 66' Danilović 13' Tóth B. 48' Kelić 73' | (3 – 2) Jegyzőkönyv | Heris 11' Andrić 12' 53' Kelić 69' Nego 79' |

| Pancho Aréna, Felcsút Nézőszám: 2 054 Játékvezető: Solymosi Péter (magyar) Asszisztensek: Kelemen Attila, Demeter János |

| 30. forduló 2015. május 30. 14:00 |

| Újpest                         | 3 – 0               | Kecskemét |
| ------------------------------ | ------------------- | --------- |
| Ojo 33' Andrić 35' Perović 87' | (2 – 0) Jegyzőkönyv | Savić 60' |

| Szusza Ferenc Stadion, Budapest Nézőszám: 1 765 Játékvezető: Berke Balázs (magyar) Asszisztensek: Lémon Oszkár, Kóbor Péter |

### A bajnokság végeredménye
| #   | Csapat                    | M  | GY | D  | V  | G+ – G– | GK  | P  | Megjegyzések                                   |
| --- | ------------------------- | -- | -- | -- | -- | ------- | --- | -- | ---------------------------------------------- |
| 1.  | Videoton (B)              | 30 | 22 | 5  | 3  | 64–14   | +50 | 71 | 2015–2016-os Bajnokok Ligája – 2. selejtezőkör |
| 2.  | Ferencvárosi TC (KGY) (I) | 30 | 19 | 7  | 4  | 49–19   | +30 | 64 | 2015–2016-os Európa-liga – 1. selejtezőkör     |
| 3.  | MTK Budapest (I)          | 30 | 18 | 3  | 9  | 39–25   | +14 | 57 | 2015–2016-os Európa-liga – 1. selejtezőkör     |
| 4.  | Debreceni VSC CV          | 30 | 15 | 9  | 6  | 44–19   | +25 | 54 | 2015–2016-os Európa-liga – 1. selejtezőkör     |
| 5.  | Paksi FC                  | 30 | 14 | 9  | 7  | 44–27   | +17 | 51 |                                                |
| 6.  | Újpest                    | 30 | 14 | 9  | 7  | 40–28   | +12 | 51 |                                                |
| 7.  | Diósgyőr                  | 30 | 13 | 9  | 8  | 43–36   | +7  | 48 |                                                |
| 8.  | Győri ETO (K)             | 30 | 10 | 8  | 12 | 41–44   | −3  | 38 | A 2015–2016-os szezonra nem kapott licencet    |
| 9.  | Kecskeméti TE (K)         | 30 | 10 | 8  | 12 | 30–39   | −9  | 38 | A 2015–2016-os szezonra nem kapott licencet    |
| 10. | Puskás Akadémia           | 30 | 10 | 5  | 15 | 35–40   | −5  | 35 |                                                |
| 11. | Pécsi MFC (K)             | 30 | 8  | 7  | 15 | 32–51   | −19 | 31 | A 2015–2016-os szezonra nem kapott licencet    |
| 12. | Nyíregyháza Ú (K)         | 30 | 8  | 6  | 16 | 33–49   | −16 | 30 | A 2015–2016-os szezonra nem kapott licencet    |
| 13. | Budapest Honvéd           | 30 | 6  | 10 | 14 | 26–36   | −10 | 28 |                                                |
| 14. | Haladás                   | 30 | 7  | 4  | 19 | 26–53   | −27 | 25 |                                                |
| 14. | Dunaújváros Ú (K)         | 30 | 5  | 8  | 17 | 26–49   | −23 | 22 | NB II                                          |
| 16. | Lombard Pápa (K)          | 30 | 4  | 7  | 19 | 14–57   | −43 | 19 | NB II                                          |

Utolsó frissítés: 2015. május 31. 
Forrás:  
A rangsorolás alapszabályai: 1. összpontszám, 2. győzelmek száma, 3. gólkülönbség, 4. szerzett gólok száma, 5. egymás elleni eredmények összpontszáma,  6. egymás elleni eredmények gólkülönbsége, 7. egymás elleni eredmények szerzett góljainak száma, 8. egymás elleni eredmények idegenben szerzett góljainak száma.
(B): Bajnokcsapat, (K): Kieső csapat, (F): Feljutó csapat, (I): Kupainduló, (R): A rájátszás győztese, (KGY): Kupagyőztes

A Dunaújvárostól 1 pont levonva. Forrás: Levontak egy pontot a Dunaújvárostól; stop.hu.

### Eredmények összesítése
Az alábbi táblázatban összesítve szerepelnek az Újpest FC 2014–15-ös bajnokságban elért eredményei.
| Ősz/tavasz (forduló)    | Otthon | Otthon | Otthon | Otthon | Otthon  | Otthon | Otthon | Otthon | Idegenben | Idegenben | Idegenben | Idegenben | Idegenben | Idegenben | Idegenben | Idegenben |
| Ősz/tavasz (forduló)    | M      | GY     | D      | V      | LG–KG   | GK     | P      | %      | M         | GY        | D         | V         | LG–KG     | GK        | P         | %         |
| ----------------------- | ------ | ------ | ------ | ------ | ------- | ------ | ------ | ------ | --------- | --------- | --------- | --------- | --------- | --------- | --------- | --------- |
| Őszi szezon (1–17.)     | 8      | 5      | 3      | 0      | 12 – 5  | +7     | 18     | 75%    | 9         | 2         | 4         | 3         | 4 – 8     | –4        | 10        | 37%       |
| Tavaszi szezon (18–30.) | 7      | 4      | 0      | 3      | 10 – 5  | +5     | 12     | 57%    | 6         | 3         | 2         | 1         | 14 – 11   | +3        | 11        | 61%       |
| Összesen (1–30.)        | 15     | 9      | 3      | 3      | 23 – 10 | +13    | 30     | 67%    | 15        | 5         | 6         | 4         | 18 – 19   | –1        | 21        | 47%       |

### Helyezések fordulónként
| Forduló  | 1  | 2 | 3 | 4  | 5 | 6 | 7 | 8  | 9 | 10 | 11 | 12 | 13 | 14 | 15 | 16 | 17 | 18 | 19 | 20 | 21 | 22 | 23 | 24 | 25 | 26 | 27 | 28 | 29 | 30 |
| -------- | -- | - | - | -- | - | - | - | -- | - | -- | -- | -- | -- | -- | -- | -- | -- | -- | -- | -- | -- | -- | -- | -- | -- | -- | -- | -- | -- | -- |
| Helyszín | I  | O | I | O  | I | O | I | O  | I | O  | I  | O  | I  | O  | I  | O  | I  | O  | I  | O  | I  | O  | I  | O  | I  | O  | I  | O  | I  | O  |
| Eredmény | GY | D | D | GY | D | D | V | GY | D | GY | D  | GY | GY | D  | V  | GY | V  | V  | D  | V  | D  | V  | V  | GY | GY | GY | GY | GY | GY | GY |
| Helyezés | 7  | 5 | 7 | 6  | 5 | 6 | 7 | 6  | 6 | 5  | 6  | 5  | 3  | 5  | 7  | 6  | 7  | 7  | 7  | 8  | 8  | 8  | 8  | 8  | 7  | 6  | 6  | 6  | 6  | 6  |

Helyszín: O = Otthon; I = Idegenben. Eredmény: GY = Győzelem; D = Döntetlen; V = Vereség.
A csapat helyezései fordulónként, idővonalon ábrázolva.

### Szerzett pontok ellenfelenként
Az OTP Bank Ligában lejátszott mérkőzések és a megszerzett pontok az Újpest FC szemszögéből, 
ellenfelenként bontva, a csapatok nevének abc-sorrendjében.
| Ellenfél        | Eredmény | Eredmény  | Pontok |
| Ellenfél        | Otthon   | Idegenben | Pontok |
| --------------- | -------- | --------- | ------ |
| Budapest Honvéd | 0 – 0    | 2 – 2     | 2      |
| Debrecen        | 1 – 0    | 0 – 0     | 4      |
| Diósgyőr        | 1 – 1    | 1 – 2     | 1      |
| Dunaújváros     | 3 – 0    | 3 – 1     | 6      |
| Ferencváros     | 2 – 1    | 0 – 2     | 3      |
| Győri ETO       | 1 – 0    | 0 – 0     | 4      |
| Haladás         | 1 – 0    | 1 – 0     | 6      |
| Kecskemét       | 3 – 0    | 0 – 2     | 3      |
| Lombard Pápa    | 4 – 0    | 0 – 0     | 4      |
| MTK Budapest    | 1 – 0    | 1 – 0     | 6      |
| Nyíregyháza     | 3 – 2    | 4 – 2     | 6      |
| Paks            | 1 – 2    | 0 – 0     | 1      |
| Pécs            | 0 – 2    | 1 – 1     | 1      |
| Puskás Akadémia | 1 – 1    | 5 – 4     | 4      |
| Videoton        | 0 – 1    | 0 – 2     | 0      |

## Magyar kupa

### 1. forduló
| 2014. augusztus 13. 17:00 |

| Budaörsi SC    | 1 – 3               | Újpest                                            |
| -------------- | ------------------- | ------------------------------------------------- |
| Laczkovich 58' | (0 – 3) Jegyzőkönyv | M'Boma 24' Serwy 27' Stanisavljević 45' Heris 37' |

| Árok utcai pálya, Budaörs Játékvezető: Kovács J. Zoltán (magyar) |

### 2. forduló
| 2014. szeptember 9. 15:30 |

| Himesháza KSE | 0 – 13              | Újpest                                                                                               |
| ------------- | ------------------- | --- |
| Dalmi 67'     | (0 – 6) Jegyzőkönyv | Ojo 10' 28' Simon K. 13' 21' 54' Bardhi 37' 39' 80' Suljić 68' 85' Nego 70' Ponce 83' 88' M'Boma 83' |

| Himesháza KSE Sporttelep, Himesháza Játékvezető: Mód István (magyar) |

### 3. forduló
| 2014. szeptember 24. 17:00 |

| Újpest                           | 2 – 0               | Haladás                   |
| -------------------------------- | ------------------- | ------------------------- |
| Vasiljević 22' 78' Litauszki 76' | (1 – 0) Jegyzőkönyv | Devecseri 43' Gyurján 81' |

| Szusza Ferenc Stadion, Budapest Nézőszám: 931 Játékvezető: Vad II. István (magyar) |

### Nyolcaddöntő
| 2014. október 29. 12:30 |

| Ajka                                                      | 1 – 1 (h. u.)       | Újpest                                        |
| --------------------------------------------------------- | ------------------- | --------------------------------------------- |
| Asztalos 91' Németh 11' Köles 58' Mogyorósi 64' Pákai 82' | (0 – 0) Jegyzőkönyv | Stanisavljević 52' Tsveiba 20' Litauszki 107' |
| Büntetőpárbaj                                             |                     |                                               |
| Gunther Sowunmi Mogyorósi Asztalos                        | 3 – 5               | Litauszki Dmitrović Nego Simon K. Balogh B.   |

| Városi Szabadidő- és Sportcentrum, Ajka Nézőszám: 1 000 Játékvezető: Szabó Zsolt (magyar) |

### Negyeddöntő
| 1. mérkőzés 2015. március 4. 17:00 |

| Gyirmót                  | 0 – 0       | Újpest                |
| ------------------------ | ----------- | --------------------- |
| Nagy S. 15' Csemer 90+2' | Jegyzőkönyv | Nagy G. 24' Hudák 58' |

| Ménfői úti stadion, Győr Nézőszám: 2 000 Játékvezető: Berke Balázs (magyar) |

| 2. mérkőzés 2015. április 1. 18:00 |

| Újpest                                                  | 4 – 0               | Gyirmót |
| ------------------------------------------------------- | ------------------- | ------- |
| Balogh B. 8' Suljić 18' Litauszki 20' Ojo 82' Heris 57' | (3 – 0) Jegyzőkönyv |         |

| Szusza Ferenc Stadion, Budapest Nézőszám: 533 Játékvezető: Erdős József (magyar) |

### Elődöntő
| 1. mérkőzés 2015. április 8. 18:00 |

| Videoton                                         | 1 – 0               | Újpest                         |
| ------------------------------------------------ | ------------------- | ------------------------------ |
| Gyurcsó 43' Trebotić 54' Oliveira 90' Brachi 94' | (1 – 0) Jegyzőkönyv | Suljić 42' Andrić 42' Nego 52' |

| Sóstói Stadion, Székesfehérvár Nézőszám: 1 000 Játékvezető: Pintér Csaba (magyar) Asszisztensek: Kóbor Péter, Huszár Balázs |

| 2. mérkőzés 2015. április 28. 18:00 |

| Újpest                                      | 1 – 4               | Videoton                                     |
| ------------------------------------------- | ------------------- | -------------------------------------------- |
| Litauszki 39' Nego 30' Balajcza 57' Ojo 71' | (1 – 1) Jegyzőkönyv | Nikolics 22' 70' Feczesin 87' Oliveira 90+3' |

| Szusza Ferenc Stadion, Budapest Játékvezető: Szabó Zsolt (magyar) Asszisztensek: Bozó Zoltán, Lémon Oszkár |